# Jonathan Partington

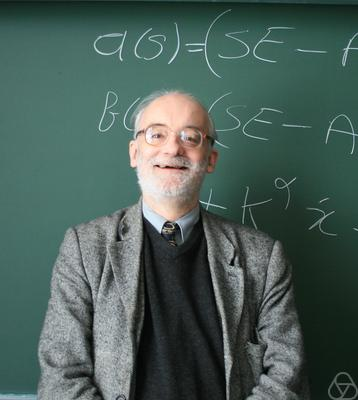
Jonathan Partington

Jonathan Richard Partington (ur. 4 lutego 1955 w Norwich) – brytyjski matematyk zajmujący się analizą funkcjonalną oraz teorią sterowania, profesor Uniwersytetu w Leeds. 
Doktoryzował się w 1980 w Trinity College na Uniwersytecie w Cambridge na podstawie rozprawy Numerical Ranges and the Geometry of Banach Spaces napisanej pod kierunkiem Béli Bollobása.

## Książki
- An introduction to Hankel operators, Cambridge University Press (1989).
- Interpolation, Identification and Sampling, Oxford University Press (1997).
- Linear Operators and Linear Systems, Cambridge University Press (2004).
- Modern approaches to the invariant-subspace problem, Cambridge University Press (2011) (wspólnie z Isabelle Chalendar).